# Kettering (Maryland)
Kettering es un lugar designado por el censo ubicado en el condado de Prince George en el estado estadounidense de Maryland. En el Censo de 2010 tenía una población de 12.790 habitantes y una densidad poblacional de 894,61 personas por km².

## Geografía
Kettering se encuentra ubicado en las coordenadas 38°53′23″N 76°47′25″O / 38.88972, -76.79028. Según la Oficina del Censo de los Estados Unidos, Kettering tiene una superficie total de 14.3 km², de la cual 14.23 km² corresponden a tierra firme y (0.43%) 0.06 km² es agua.

## Demografía
Según el censo de 2010, había 12.790 personas residiendo en Kettering. La densidad de población era de 894,61 hab./km². De los 12.790 habitantes, Kettering estaba compuesto por el 3.21% blancos, el 92.06% eran afroamericanos, el 0.14% eran amerindios, el 1.88% eran asiáticos, el 0.04% eran isleños del Pacífico, el 0.77% eran de otras razas y el 1.9% pertenecían a dos o más razas. Del total de la población el 1.87% eran hispanos o latinos de cualquier raza.